# Амплатц, Луис

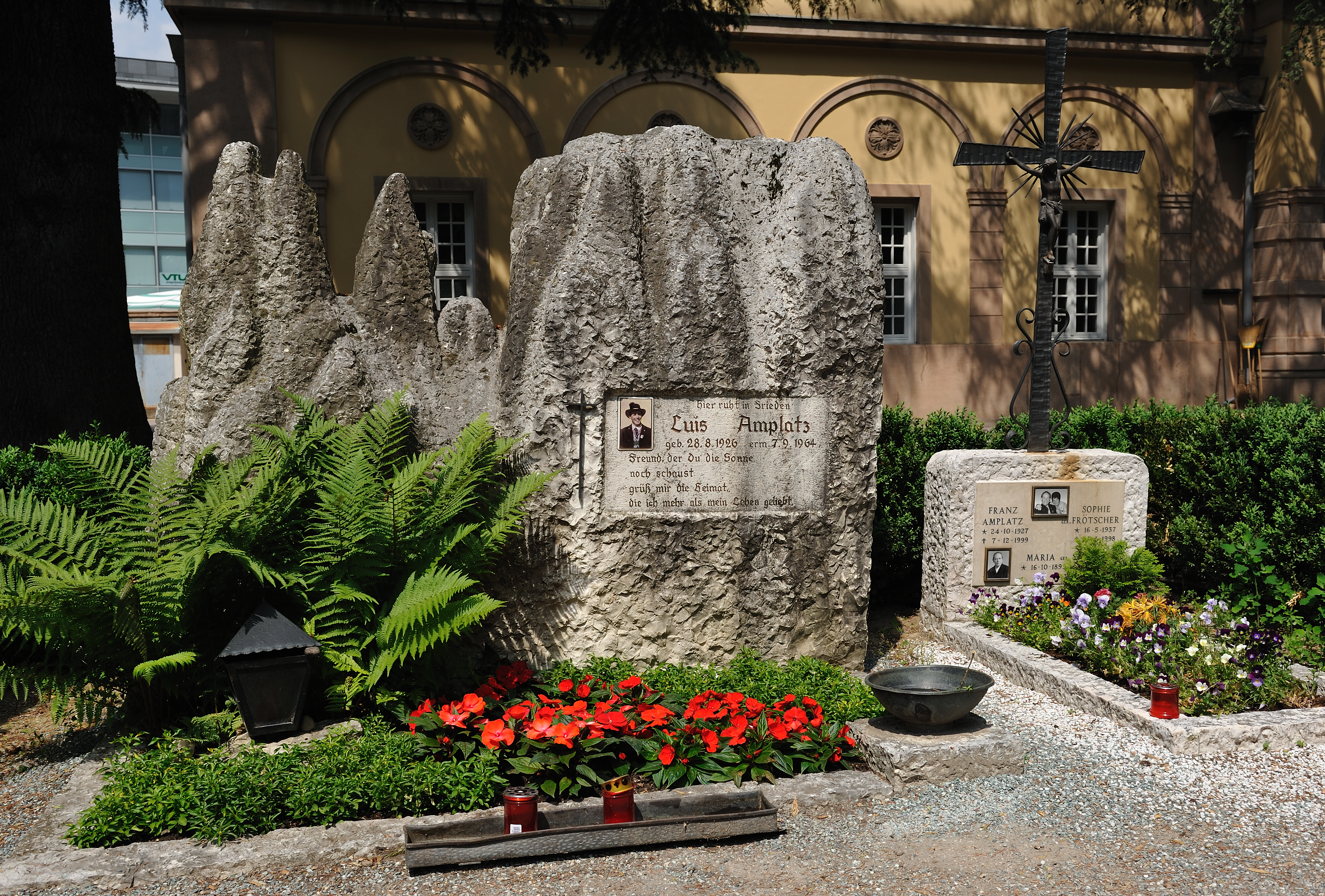
Могила Луиса Амплатца на кладбище Бозен-Оберау

Луис Амплатц (нем. Luis Amplatz; 28 августа 1926, Больцано — 7 сентября 1964, Сан-Мартино-ин-Пассирия) — австрийский националист, один из лидеров Комитета освобождения Южного Тироля, в 1964 году приговорённый заочно к 25 годам заключения и убитый в том же году агентом итальянской спецслужбы.

## Краткая биография
В юности Луис был свидетелем открытого насилия в отношении жителей Южного Тироля как со стороны итальянских фашистских властей, военных вермахта и СС, так и со стороны американской военной администрации. В 1944 году там началась вооружённая борьба местных жителей против итальянцев и американцев, целью которой ставился выход Южного Тироля из-под власти Италии и его присоединение к денацифицированной Австрии. В 1959 году Амплатц вместе с Зеппом Кершбаумером, старостой Южнотирольского союза и Георгом Клотцем основывает так называемый Комитет освобождения Южного Тироля.
Комитет перешёл к активным действиям, совершая различные акты возмездия и вооружённые нападения: так, им была организована так называемая «Огненная ночь», когда ночью 12 июля 1961 были взорваны сразу 34 опоры линий электропередачи, что оставило без электричества почти всю Северную Италию. Помимо всего прочего, члены комитета взрывали памятники деятелям эпохи фашистской Италии, обстреливали здания администрации и нападали на полицию. Амплатц в 1959 году как один из создателей комитета возродил Грисскую стрелковую роту имени майора Йозефа Айзенштекена. Заочно Амплатца итальянские власти приговорили к 25 годам тюрьмы за терроризм, а с целью избежания ареста он сбежал в Австрию, откуда вернулся в 1964 году с Георгом Клотцем и Кристианом Керблером — последний был тайным агентом итальянской спецслужбы SISMI.
Ночью 7 сентября 1964 в таверне «Brunner Mahder» в местечке Сан-Мартино-ин-Пассирия Кристиан Керблер застрелил спавшего Амплатца и попытался убить Клотца, однако тот сумел выжить, несмотря на ранения в грудь и голову, и даже добрался до австрийской границы. Керблера осудили 7 мая 1969 в Перудже за убийство на 20 лет тюрьмы, однако тот умудрился избежать тюрьмы исключительно благодаря вмешательству спецслужб Италии; повторное слушание 21 июня 1971 приговорило его к 22 годам тюрьмы, но и этот срок Керблер так и не отсидел.
Похоронен Луис Амплатц на кладбище Бозен-Оберау в Больцано, на похоронах присутствовали более 20 тысяч человек. На могиле написаны следующие слова:

Друг, которому светит солнце — скажи моей Родине, что я люблю её больше жизни.
Оригинальный текст (нем.)Freund, der du die Sonne noch schaust, grüß mir die Heimat, die ich mehr als mein Leben geliebt.